# ひやま信彦のほがらか歌謡曲
『ひやま信彦のほがらか歌謡曲』（ひやまのぶひこのほがらかかようきょく）は、1974年4月6日から1980年9月27日までニッポン放送の土曜日朝の時間帯にて放送されていたラジオ番組。パーソナリティは当時ニッポン放送のアナウンサーだったひやま信彦。

## 放送時間
- 毎週土曜日　5:00～7:00 （1974年4月6日～1974年9月28日）
- 毎週土曜日　6:00～7:00 （1974年10月5日～1975年5月24日）
- 毎週土曜日　5:00～7:00 （1975年5月31日～1980年9月27日）

## 出演者
- パーソナリティ:ひやま信彦
- アシスタント:
  - 那須恵理子（不明～1980年3月）
  - 鈴木智子（1980年4月～1980年9月）

## 概要
番組開始当初は、ひやま信彦の本名である「檜山信彦」をマイクネームとしていたため、番組タイトルも『檜山信彦のほがらか歌謡曲』と表記されていたが、1976年3月29日より新たに担当することになった平日5時から6時までの番組名が『ひやま信彦の早起きもいちど劇場』としてスタートしたため、これ以降マイクネームは「ひやま信彦」に変わり、当番組名も『ひやま信彦のほがらか歌謡曲』となった。また番組放送期間中、1974年10月5日より土曜日5時から7時までの番組枠で『檜山信彦ショー』が新たにスタートしたため、当番組はその一部（6時台の構成番組）となることになったが、1975年5月24日の『檜山信彦ショー』終了後に再び独立した番組に戻り、時間枠も元の2時間に拡大して引き続き放送が継続された。
番組内ではトラック運転手を対象にお茶・コーヒーを用意する「お早よう茶店」という企画があった。

## 内包番組
（）

### 1974年4月～
5時00分～6時00分
- ニュース・天気予報

6時00分～7時00分
- ニュース・天気予報
- 宮城まり子のさあ手をつなごう
- ママは健康
- 心の灯

### 1974年10月～
- ニュース・天気予報
- 宮城まり子のさあ手をつなごう
- 心の灯

### 1975年5月～
5時00分～6時00分
- ニュース・天気予報

6時00分～7時00分
- ニュース・天気予報
- 宮城まり子のさあ手をつなごう
- 心の灯

### 1976年10月～
5時00分～6時00分
- ニュース・天気予報

6時00分～7時00分
- ニュース・天気予報
- 宮城まり子のさあ手をつなごう
- 心の灯
- 交通情報

### 1977年10月～
5時00分～6時00分
- ニュース・天気予報
- お早よう茶店

6時00分～7時00分
- ニュース・天気予報
- 宮城まり子のさあ手をつなごう
- 心の灯
- サンスポつり情報
- 交通情報

### 1978年4月～
5時00分～6時00分
- ニュース・天気予報
- お早よう茶店
- ハッピーだより

6時00分～7時00分
- ニュース・天気予報
- 宮城まり子のさあ手をつなごう
- 心の灯
- サンスポつり情報
- 交通情報
- 歌謡ウイークリー

### 1978年10月～
5時00分～6時00分
- ニュース・天気予報
- お早よう茶店
- ほがらか金づくり読本
- ハッピーだより

6時00分～7時00分
- ニュース・天気予報
- 宮城まり子のさあ手をつなごう
- 心の灯
- サンスポつり情報
- 歌謡ウイークリー

### 1979年4月～
5時00分～6時00分
- ニュース・天気予報
- お早よう茶店
- 宮城まり子のさあ手をつなごう

6時00分～7時00分
- ニュース・天気予報
- ほがらか金づくり読本
- 心の灯
- サンスポつり情報
- 歌謡ウイークリー

### 1979年10月～
5時00分～6時00分
- ニュース・天気予報
- お早よう茶店
- 宮城まり子のさあ手をつなごう

6時00分～7時00分
- ニュース・天気予報
- 心の灯
- サンスポつり情報

### 1980年4月～
5時00分～6時00分
- ニュース・天気予報
- お早よう茶店
- 宮城まり子のさあ手をつなごう

6時00分～7時00分
- ニュース・天気予報
- ファイトでファイト!
- 心の灯
- サンスポつり情報
- ほがらかリクエスト